# Cervoni Kvitî, Kobeleakî
Cervoni Kvitî (în ucraineană Червоні Квіти) este localitatea de reședință a comunei Cervoni Kvitî din raionul Kobeleakî, regiunea Poltava, Ucraina.

## Demografie
Componența lingvistică a localității Cervoni Kvitî
     Ucraineană (99,64%)
     Alte limbi (0,36%)
Conform recensământului din 2001, majoritatea populației localității Cervoni Kvitî era vorbitoare de ucraineană (99,64%), existând în minoritate și vorbitori de alte limbi.